# سرگیفکا (شهرستان بوزدیاکسکی، باشقیرستان)
سرگیفکا (انگلیسی: Sergeyevka, Buzdyaksky District, Republic of Bashkortostan) یک شهرک در شهرستان بوزدیاکسکی باشقیرستان کشور روسیه است.